# Corycaeus amazonicus
Corycaeus amazonicus är en kräftdjursart som beskrevs av F. Dahl 1894. Corycaeus amazonicus ingår i släktet Corycaeus och familjen Corycaeidae. Inga underarter finns listade i Catalogue of Life.